# 伊勢山皇大神宮
35°27′01″N 139°37′34″E / 35.450278°N 139.626111°E
伊勢山皇大神宮（日语：／ Iseyamakōtai-jingū */?）是日本神奈川縣橫濱市西區宮崎町的神社，社格是官幣國幣社等外別格、縣社和別表神社，祭神是天照大御神。氏子方面，根據《府縣鄉社明治神社誌料》記載是45,330戶，崇敬者有21,470人，《神社名鑑》稱是2,000戶，崇敬者有10,000人，《全國神社名鑒》則指是3,000戶，崇敬者則有30,000人。

## 位置與名稱
神社在行政區劃上原屬神奈川縣久良岐郡橫濱町，後為橫濱區、橫濱市、橫濱市中區，町名原為戶部町，字是宮崎（宮ケ崎）。神社原本位於戶部町四丁目、花咲町四丁目和五丁目交界的丘陵，旁邊是海岸的懸崖，明治3年4月14日（1870年5月14日）才遷至野毛山，同時野毛山也更名為伊勢山。名稱方面，皇大神宮源於神社勸請自伊勢神宮（皇大神宮），另外也有「關東的伊勢神宮」和「橫濱總鎮守」的稱號。

## 歷史
根據《新編武藏風土記稿》記載，神社原名為太神宮，有除地3畝（約297.52平方），由延命寺的社僧負責。明治3年4月14日（1870年5月14日），神奈川縣知事井關盛艮鑑於在橫濱港開港後，日本急速近代化和西化，為了不讓橫濱人失去日本的特質，因此作為人們的依靠以及橫濱的象徵而創建供奉天照大神的神殿，將太神宮遷移至現址，並且連續五天舉行祭事慶祝，原本由町田房藏在明治2年於馬車道創立的日本首家雪糕店雖然一度由於當時的日本人對奶製品比較陌生而倒閉，不過在此時參加神社的祭事後旋即大賣，最終席捲全日本。
明治3年12月，神社獲定為神奈川縣的宗社。其後，開始興建社殿，並且在明治4年4月15日（1871年6月2日）舉行正式的遷宮儀式。同年7月，神社獲列為鄉社兼社，9月5日（1871年10月18日）獲列為官幣國幣社等外別格。10月18日（11月30日），神社獲英照皇太后派松波資之作為名代前來參拜。明治5年5月12日（1872年6月17日），神奈川縣庶務課將神社的氏子地區定為關內、吉原町、羽衣町、伊勢町、宮崎町以至當時新成立的市區。1873年12月，由於一鄉一社的規定而廢除兼社。1875年，神社獲列為縣社，1907年4月2日獲列為神饌幣帛料供進社。1923年9月1日，神社的本殿、拜殿、末社和社務所等建築物幾乎全數毀於關東大震災，1928年完成重建。
1953年5月29日，神社獲列為別表神社。2003年4月8日，神社被橫濱地方裁判所宣佈破產，為日本首次有神社破產。1986年，神奈川縣日華親善協會為了表彰蔣介石對日本實施的以德報怨政策而在神社境內建碑，此碑在2022年10月16日由於神社展開維修工程而轉移至橫濱中華學院。

## 境內

### 關東大震災前

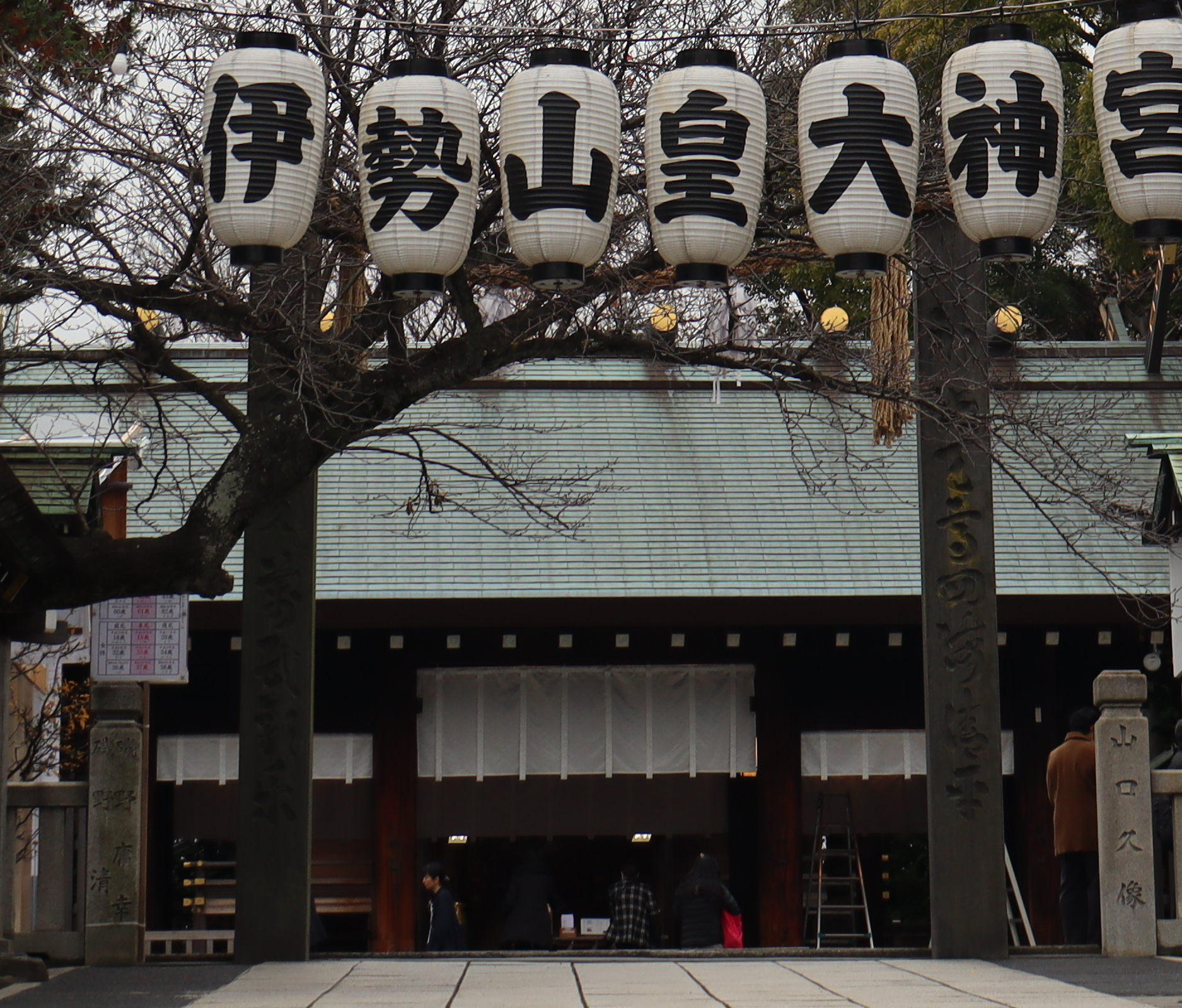
注連柱

根據《橫濱市史稿》記載，神社境內面積達3961坪8合8勺（約13097.12平方），《神社名鑑》和《全國神社名鍳》則指是3955坪（約13074.38平方）。神社在關東大震災前建有本社、御門拜殿、內玉垣、惣圍、御饌所、忌殿、直會殿、宿衛殿、繪馬殿、兩處水屋、一處御供水、四座鳥居、守衛殿、末社杵築宮（合殿為須賀宮和住吉宮）和鹿島宮（合殿是香取宮）等建築物。
本社是正面和側面各2.5間（約4.55），御門拜殿是正面寬5間（約9.09），側面為2.5間，內玉垣建於1874年1月，寬10間（約18.18），長12間（約21.82），惣圍則是正面寬25間（約45.45），長28間（約50.91）。御饌所建於明治4年7月13日（1871年8月28日），1874年2月28日改稱為社務所，正面寬3.5間（約6.36），長2間（約3.64）。直會殿建於明治4年11月11日（1871年12月22日），正面寬4間（約7.27），長9間（約16.36）。1874年1月，神奈川縣豎立伊勢山碑以表示神社各種設備已經大致完成，此碑記載了神社的創建過程，並且稱神社是伊勢神宮的別宮。
1876年4月，神樂殿建成。1882年12月15日，神社獲大谷嘉兵衛和茂木惣兵衛等人奉納燈明台。1889年9月7日，一之鳥居改建為注連柱，由當時的大遊郭雙葉樓奉納而來，為東日本最大規模的注連柱。同年6月22日，能舞台建成，1894年增設觀眾席，又興建第一社務所。1903年，正面寬3間（約5.45），長2.5間的忌殿、正面寬4.5間（約8.18），長4間的宿衛殿和正面寬9尺（約2.73），長2間（約3.64）的守衛殿改建成第二社務所。1915年11月，為了紀念大正天皇的御大禮而改建大鳥居，關東大震災時神樂殿雖然也倒塌，不過與此大鳥居為僅存未毀於火災的建築。

### 關東大震災後
- 照四海
- 拜殿
- 太鼓樓
- 神樂殿和參集殿

1915年12月，臨時的社殿和社務所建成。1926年5月，神樂殿完成重建，建築面積達9坪（約29.75平方），長寬各3間，銅板屋頂。同年12月燈明台也完成重建，高29尺（約8.79）燈舍是木造的八棟造建築，台腳是鋼筋混凝土。1927年11月，社務所、禮典所、社宅和供侍所等落成，社務所是瓦頂平房，建築面積達43坪1合（約142.48平方），禮典所樓高兩層，為瓦頂，建築面積120坪6合（約398.68平方）。社宅及其附屬建築物是鋅板屋頂平房，建築面積達41坪9合（約138.51平方），供侍所則是瓦頂建築，建築面積達4坪7合5勺（約15.7平方）。
1928年4月，宣佈本殿、拜殿和神饌所完成重建。本殿在當時寬15尺（約4.55），長10尺（約3.03），建築面積達4坪1合7勺（約13.79平方），屋簷下部分（雨落）是16坪2合8勺（約53.82平方）。拜殿寬30尺（約9.09），長15尺（約4.55），建築面積是12坪5勺（約39.83平方），雨落是37坪5合（約123.97平方），與本殿同為神明造銅板屋頂建築。1929年12月，為了祝賀昭和天皇在1928年時登基，橫濱市所有的青年團聯合在神社興建太鼓樓。2017年8月，神樂殿和參集殿落成。2018年9月，神社接收皇大神宮的西寶殿作為本殿，舊本殿則作為本殿轉移至鹿島御兒神社。

### 其他建築
- 一之鳥居
- 二之鳥居

境內尚建有一之鳥居、二之鳥居、明治十年西征陣亡軍人之碑、表忠碑、萬葉歌碑、社號標和彰忠碑等建築物。一之鳥居是1980年時為了祝賀創建110週年而改建的一之鳥居，為以台灣扁柏建成與伊勢神宮相同形態的神明鳥居。二之烏居創建當初高8米，1916年改建，關東大震災後也曾經維修過，1970年作為紀念神社創建100年而改建為銅製，原本的基座則移至一旁。
- 明治十年西征陣亡軍人之碑
- 表忠碑
- 萬葉歌碑

- 彰忠碑
- 社號標

明治十年西征陣亡軍人之碑建於1879年，為紀念在西南戰爭中的神奈川縣戰死者的慰靈碑，當初稱為野毛山招魂社，曾經承擔作為神奈川縣護國神社的功能，表忠碑則是日俄戰爭中戰死的橫濱商業學校校友的慰靈碑，題字是乃木希典。萬葉歌碑刻有志貴皇子在《萬葉集》卷八中的作品（新編國歌大觀編號1422）。社號標是由御影石製成的石柱，刻有神社的名稱，題字是神社崇敬會的首任總裁東久邇聰子。彰忠碑建於1907年，為甲午戰爭和日俄戰爭戰死者的慰靈碑，題字是大山巖。

## 末社

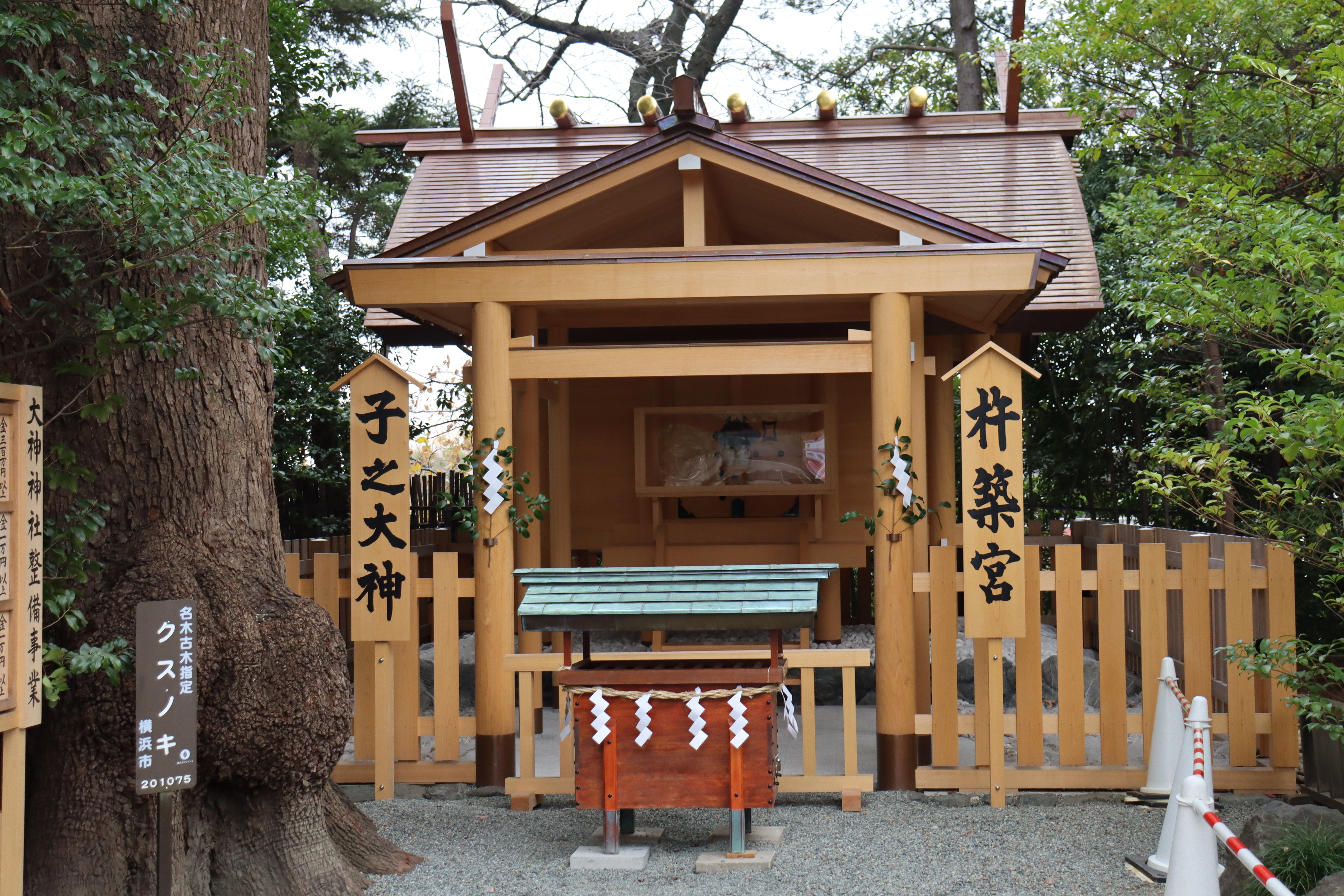
杵築宮

神社的末社是杵築宮和大神神社。根據《橫濱市史稿》記載，杵築宮的祭神是豐受大神、須佐男命、大國主命、底筒男神、中筒男神和上筒男神，神社官方則以大國主命為主神，其餘為配神。祭神原本供奉於忌殿，明治4年5月轉移至新建的臨時社殿。1881年10月18日，開始興建新社殿，同年10月24日高島町的大鳥神社合祀至此，其後大鳥神社在翌年4月轉移至原為遙拜所所在地的真金町，即後來的金刀比羅大鷲神社。1882年1月23日，新社殿雖然落成，不過在1887年9月15日受到暴風雨吹襲而倒塌，隨後重建又毀於關東大震災。
1928年4月，神社的臨時社殿變為杵築宮的臨時社殿，為寬6尺（約1.82），長7尺（約2.12）的神明造銅板屋頂建築。1945年，野毛地區的氏神村社子神社合祀至杵築宮，其祭神大國主命、少彥名命和姥神等則作為「子之大神」受到供奉。忌殿改建成第二社務所時，原本供奉於忌殿的豐受姬大神才轉移至杵築宮，由於其為豐受大神宮的祭神，因此作為客神受到鄭重的對待。2023年8月，杵築宮的新社殿落成。大神神社勸請自大神神社，其磐座直接遷移至此，並且在1997年3月15日舉行鎮座祭，2023年12月開始維修。

### 兼務神社

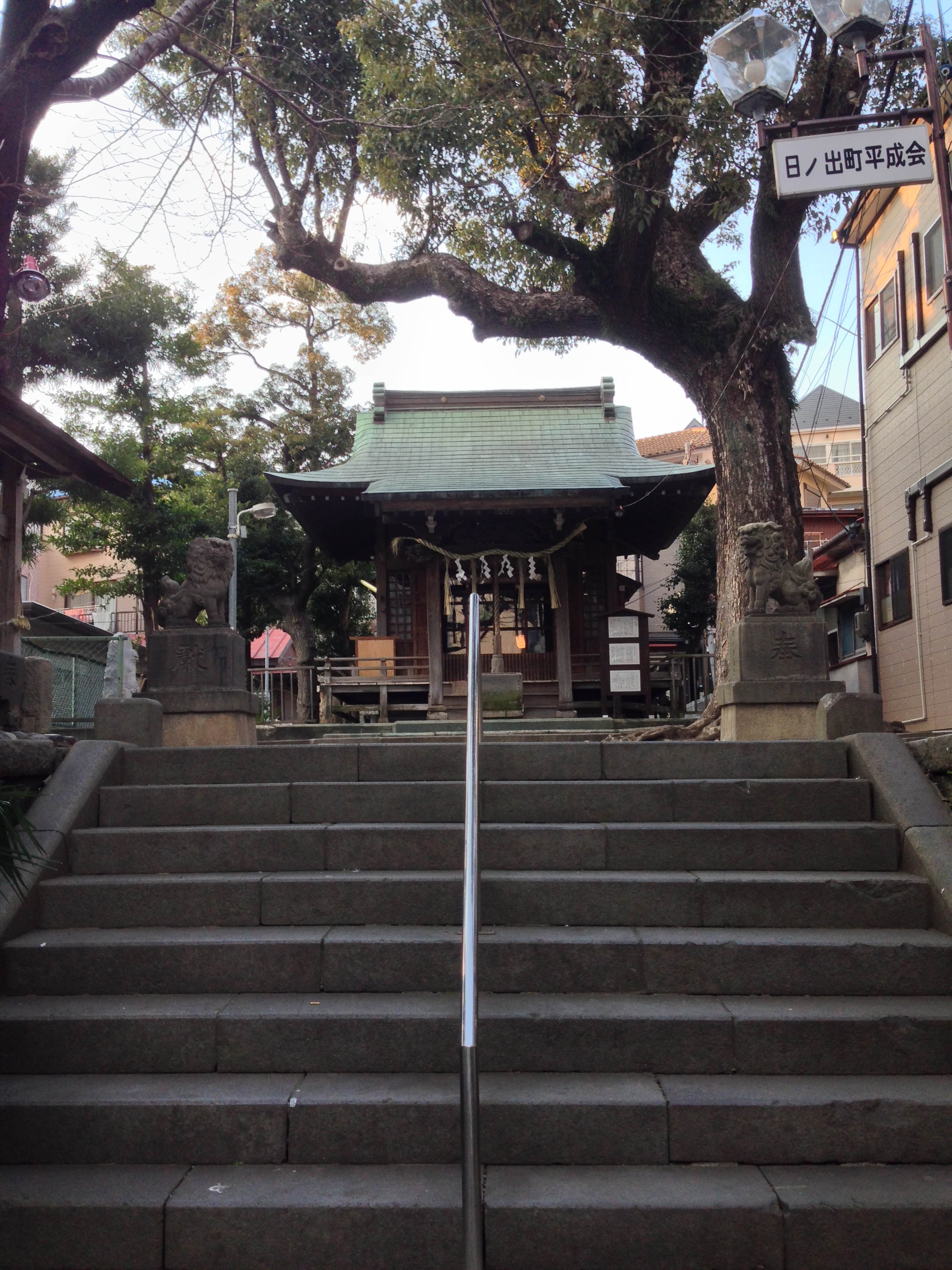
子神社

神社的兼務神社是子神社和嚴島神社。子神社位於橫濱市中區日之出町二丁目132番地，祭神是大國主命，創建自推古天皇時期，中世開始由東福寺擔任別當。文祿3年（1594年），松平越前守為了保護神社的靈地，在本社四角豎立禁制札，禁止人內進。享保8年（1723年），神社的境內面積是東西43間（約78.18），南北9間（約16.36）。慶應元年（1865年），原村、西中村和上太田地區的各神社均合祀至此。1873年，子神社獲列為村社。1015年9月，境內進行擴建。1916年10月13日，神社獲列為神饌幣帛料供進社，第二次世界大戰後歸屬神社本廳。
嚴島神社位於橫濱市中區元町5ｰ208，創建自元祿年間（1688年至1704年），最初名為杉山辨天，為清水辨天的分祀，祭神是市杵島姬命、多岐理姬命和多岐都姬命，別當是增德院。原本神社在增德院內設有臨時社殿，神佛分離後改名嚴島神社，並且獲列為村社。其後，神社雖然毀於關東大震災，不過及後重建並且遷至現址，然而在第二次世界大戰時又再次化為灰燼。1961年，在氏子和崇敬者的支持下，鋼筋混凝土製的社殿得已落成。

## 祭事
| 月次祭（1月1日和5月15日以外的每月1日和15日） |                                                                               |      |                                                                        |      |                                                                                         |
| 1月                                          | 歲旦祭（1月1日） 元始祭（1月3日） 昭和天皇遙拜式（1月7日） 成人祭（成人之日） | 2月  | 節分祭（2月3日） 紀元祭（2月11日） 祈年祭（2月17日） 天長祭（2月23日） | 3月  | 春季皇靈祭遙拜式（春分之日）                                                            |
| 4月                                          | 神武天皇遙拜式（4月3日） 大神神社磐座例祭（4月9日） 昭和祭（4月29日）         | 5月  | 宵宮祭（5月14日） 例祭（5月15日） 後宮祭（5月16日）                    | 6月  | 夏越大祓（6月30日）                                                                     |
| 7月                                          | —                                                                             | 8月  | 杵築宮以及子之大神例祭（8月20日）                                      | 9月  | 敬老祭（9月15日） 秋季皇靈祭遙拜式（秋分之日） 子之大神氏子地域戰死者慰霊祭（秋分之日） |
| 10月                                         | 神嘗祭奉祝祭（10月17日）                                                      | 11月 | 明治祭（11月3日） 七五三祭（11月15日） 新嘗祭（11月23日）              | 12月 | 年越大祓（12月31日） 除夜祭（12月31日）                                                 |

## 註解
1. ↑  吉原町現為羽衣町、長者町（日语：長者町 (横浜市)）、伊勢佐木町（日语：伊勢佐木町）和若竹町（日语：若竹町 (横浜市)）[4]。
2. ↑  神社官方稱其為照四海，高6米[13]。

## 外部連結
- . 伊勢山皇大神宮.   [2023-12-20]. （原始内容存档于2024-06-02） （日语）.
- 的Facebook專頁
- 的Instagram帳戶
- . 神奈川縣神社廳（日语：神社庁）.   [2023-12-20]. （原始内容存档于2024-03-02） （日语）.
- . 神奈川縣觀光協會.   [2023-12-20]. （原始内容存档于2023-12-20） （日语）.
- . 橫濱觀光協議局.   [2023-12-20]. （原始内容存档于2024-02-28） （日语）.